# النباة
النباة بلدة على ساحل البحر الأحمر تقع ضمن نطاق منطقة المدينة المنورة. يحدها شرقا الطريق السريع الرابط بين ينبع وأملج، وهي تبعد عن مدينة ينبع البحر مسافة 69 كم تقريبا إلى الشمال. يعتبر مطار الأمير عبد المحسن بن عبد العزيز في ينبع الأقرب إلى البلدة على بعد 58 كم.